# Bernard Taiji Katsuya

Wappen von Bernard Taiji Katsuya

Bernard Taiji Katsuya (jap. ベルナルド 勝谷 太治, Berunarudo Katsuya Taiji; * 2. Dezember 1955 in Muroran) ist ein japanischer Geistlicher und römisch-katholischer Bischof von Sapporo.

## Leben
Bernard Taiji Katsuya empfing am 29. April 1986 die Priesterweihe.
Papst Franziskus ernannte ihn am 22. Juni 2013 zum Bischof von Sapporo. Der Erzbischof von Tokio, Peter Takeo Okada, spendete ihm am 14. Oktober desselben Jahres die Bischofsweihe. Mitkonsekratoren waren der Altbischof von Sapporo, Peter Toshio Jinushi, und der Bischof von Niigata, Tarcisio Isao Kikuchi SVD.